# 三東康太郎
三東 康太郎（さんとう こうたろう。1984年 - ）は、日本の元タレント・俳優。千葉県出身。

## 略歴
- 1991年の映画、『無能の人』でデビュー。
- 現在、芸能界を引退しており、一般企業の会社員となっている[1]。

## 出演

### 映画
- 無能の人（1991年） - 助川三助 役
- 119（1994年） - 津田賢治 役
- サラリーマン専科（1995年） - 石橋勇太 役
- サラリーマン専科 単身赴任（1996年） - 石橋勇太 役
- トイレの花子さん（1995年） - 加藤ヒロシ 役
- サヨナラCOLOR（2005年） - 佐々木正平（高校生時代） 役

### CM
- DDIポケット「ポケット電話」（1995年）[2]

### 情報誌
- さっぽろタウン情報5月号 - トイレの花子さんの宣伝も兼ねて鈴木夕佳、前田愛と共同インタビュー